# Desafio das Campeãs
Desafio das Campeãs foi uma disputa amistosa de handebol feminino entre a então bi-campeã olímpica e campeã européia Noruega contra o então campeão do mundo Brasil, que ocorreu nos dias 12 e 14 de junho de 2015 em São Bernardo do Campo.
O desafio foi dividido em 2 partidas. A primeira teve transmissão do SporTV, e a segunda foi transmitida pela Rede Globo, dentro do Esporte Espetacular. Por isso, este duelo teve dois tempos de 20 minutos, para não atrapalhar a grade de programação da emissora.
O Desafio fez parte da preparação de ambas as equipes para o Campeonato Mundial de Handebol Feminino de 2015.

## Detalhes das Partidas

### Partida 1
| 12 de junho de 2015 17:30 | Brasil                      | 21 – 25 | Noruega | Ginásio Adib Moysés Dib, em São Bernardo do Campo-SP |
| 12 de junho de 2015 17:30 | (11-12)                     |         |         | Ginásio Adib Moysés Dib, em São Bernardo do Campo-SP |
| 12 de junho de 2015 17:30 | Detalhes Imagens e Detalhes |         |         | Ginásio Adib Moysés Dib, em São Bernardo do Campo-SP |

### Partida 2
| 14 de junho de 2015 10:00 | Brasil | vs. | Noruega | Ginásio Adib Moysés Dib, em São Bernardo do Campo-SP |
| 14 de junho de 2015 10:00 | (8–8)  |     |         | Ginásio Adib Moysés Dib, em São Bernardo do Campo-SP |
| 14 de junho de 2015 10:00 |        |     |         | Ginásio Adib Moysés Dib, em São Bernardo do Campo-SP |